# 濵田明日也
濵田 明日也（はまだ あすや、1992年 - ）は日本の映像作家。主にCMやミュージック・ビデオの演出を手がけている。

## 略歴
同志社大学心理学部卒。明治学院大学大学院卒業後、AOI Pro.入社。

## 作品

### ミュージック・ビデオ
Attractions
- Chain Reaction（2020）

ammo
- 愛魔性の女（2024）

imase
- 恋衣（2024）

winwinwiin
- オープニングムービー（2022）

仮谷せいら
- 水星（2022）

Crispy Camera Club
- 素敵な朝（2020）
- 季節のはじまり（2021）
- 待ち合わせは月の下で（2023）
- 弱気な天使（2024）

日向坂46
- 君はハニーデュー（2024）
- 絶対的第六感（2024）

僕が見たかった青空
- スペアのない恋（2024）
- 好きすぎてUp and down（2024）

ヤユヨ
- あばよ、（2022）

### CM
- I-ne DROAS「 泥のまどろみスパ DRO-ASMR」（2023）
- アイロボットジャパン　Roombaj7+j7「究める者は、見ている。華道」（2022）
- Amazon　Amazon Echo 「Beyond the Distance 距離は超えられる - 祝・新生活 -」（2022）
- キヤノン　PowerShot ZOOM　（2020）
- JackeryJapan　企業「いい時間を、空の下で。ふたり」「いい時間を、空の下で。家族」（2021）
- セイコー　企業CF「TIME IT 酒井夏海」（2020）
- パナソニック　エオリアアプリ「離れていても、おかえり」「焦る会社員」/ 音声プッシュ通知「朝のドタバタ」（2022）
- 日向坂46 新メンバーオーディションCM「好きで。好きで。好きだから。」（2024）
- プレシードジャパン　AVIOT 「ピエール中野×TE-BD21j-pnk」（2020）

## WEB
- H&M「Our Autumn Teddy Stories」（2021）
- サントリー THE STRONG 天然水スパークリング「強く、清く」SNS（2021）
- PUMA 「とどまらない ぶっちぎる」（2024）
- ユニバーサルミュージック　松任谷由実「深海の街 Album Message Movie ～ 1920」プロモーション映像（2020）
- 六甲バター QBB「BABY GO! | 白井空良×QBB ベビーチーズ50th Brand Movie」「BABY GO! | 西矢椛 ×QBB ベビーチーズ 50th Brand Movie」（2022）

## その他
- 櫻坂46 小田倉麗奈 個人PV「オダクラップ」（2023）

## 受賞作品
- 六甲バター QBBベビーチーズ「好きなことに夢中に生きる人へ。 BABY GO! | QBBベビーチーズ50th Brand Movie」

YouTube Works Awards Japan 2023
Best Target Reach部門 FINALIST
- 「【ミッドナイトおおいた】おんせん県おおいた MV feat. マーク・パンサー」BRANDED SHORTS 2023【ファイナリスト】 観光映像大賞
- ヤングライオンズ / スパイクスコンペティション2023　日本国内予選 フィルム部門 ブロンズ
- Amazon Echo Show「距離は超えられる - 実家の記憶 -」2022 One Show　SHORTLIST BRANDED ENTERTAINMENT - Long Form Video ‒ Single
- BOVA2019 ファイナリスト